# James Clavell
James Clavell, geboren Charles Edmund Dumaresq Clavell (Sydney, 10 oktober 1924 – Vevey, 7 september 1994) was een Brits, later tot Amerikaan genaturaliseerd roman- en scenario-schrijver, en filmproducent.

## Leven en werk
Clavell werd geboren in Australië, trad bij het uitbreken van de Tweede Wereldoorlog als 16-jarige in dienst van de Royal Navy, vocht in Maleisië tegen de Japanners, raakte gewond en zat vervolgens gevangen in een Japans interneringskamp op Java en in de Gevangenis van Changi te Singapore. Na de oorlog studeerde Clavell aan de Universiteit van Birmingham. Hij huwde de actrice April Stride en vertrok in 1953 naar Hollywood, waar hij in de filmindustrie belandde, aanvankelijk als scenarioschrijver. Later ging hij ook romans schrijven.
Clavell werd het meest bekend door zijn avonturenroman Shogun uit 1975. Shogun is een historische roman over de avonturen van de Engelse stuurman Blackthorne in Japan, met op de achtergrond het ontstaan van het Tokugawa-shogunaat (1603-1868). De avonturen van Blackthorne zijn gebaseerd op het leven van de Engelse zeeman William Adams, die in 1600 in dienst van een Nederlandse koopvaardijvloot met het galjoen 'De Liefde' de Japanse kust bereikte en in 1620 als Samurai stierf.
In 1980 regisseerde Clavell Shogun tot een bekende televisie-serie, met Richard Chamberlain in de hoofdrol. In 1988 werd zijn roman Noble House als vierdelige miniserie uitgebracht met Pierce Brosnan in de hoofdrol. De filmadaptatie uit 1986 van zijn roman Tai-Pan werd geen succes. In 2024 kwam met Shōgun een tweede miniserie van zijn gelijknamige roman uit.
Clavell was een aanhanger van Ayn Rands objectivisme en stond bekend als een actief pleitbezorger van het Amerikaanse laissez-faire kapitalisme, hetgeen hij via de hoofdpersonen in zijn scripts en boeken vaak tot uitdrukking laat komen. Hij stierf in Zwitserland, aan een beroerte, op een moment dat al bekend was dat hij terminaal kanker had.

### Films
- The Fly (1958) (script)
- Watusi (1959) (script)
- Five Gates to Hell (1959) (script en productie)
- Walk Like a Dragon (1960) (script en productie)
- The Great Escape (1963) (script)
- 633 Squadron (1964) (script)
- The Satan Bug (1965) (script)
- King Rat (1965) (auteur van de roman)
- To Sir, with Love (1966) (script en productie)
- The Sweet and the Bitter (1967) (script en productie)
- Where's Jack? (1968) (productie)
- The Last Valley (1970) (script en productie)
- Shōgun, film (1980) (boek en productie)
- Tai-Pan (1986) (auteur van de roman)

### Televisie
- Shōgun, miniserie (1980) (boek en productie)
- Noble House, miniserie (1988) (auteur van de roman)
- Shōgun, miniserie (2024) (auteur van de roman)

### Romans
The Asian Saga bestaande uit zes delen:
- King Rat (1962): speelt in een Japans kamp, 1945
- Tai-Pan (1966): speelt in Hong Kong, 1841
- Shōgun (1975): speelt in Japan, 1600
- Noble House (1981): speelt in Hong Kong, 1963
- Whirlwind (1986): speelt in Iran, 1979
- Gai-Jin (1993): speelt in Japan, 1862

Overige boeken:
- The Children's Story (1980)
- The Art of War (1983)
- Thrump-O-Moto, (1986)
- Escape (1994)